# Campionati europei di corsa campestre 1997
Il IV Campionato europeo di corsa campestre si è disputato a Oeiras, in Portogallo, il 14 dicembre 1997. Il titolo maschile è stato vinto da Carsten Jørgensen mentre quello femminile da Joalsiae Llado. In questa edizione del campionato è stata introdotta la categoria "junior", ovvero le gare per gli atleti under 20.

## Risultati
I risultati del campionato sono stati:

### Individuale (uomini senior)
| Pos. | Atleta             | Tempo (m's") |
| ---- | ------------------ | ------------ |
|      | Carsten Jørgensen  | 27'19"       |
|      | Claes Nyberg       | 27'20"       |
|      | Serhiy Lebid       | 27'23"       |
| 4.   | Mustapha Essaïd    | 27'30"       |
| 5.   | Alfredo Bras       | 27'32"       |
| 6.   | José Manuel García | 27'33"       |
| 7.   | Julio Rey          | 27'33"       |
| 8.   | Domingos Castro    | 27'37"       |
| 9.   | José Regalo        | 27'38"       |
| 10.  | Umberto Pusterla   | 27'42"       |
| 11.  | Bertrand Frechand  | 27'42"       |
| 12.  | Alberto Maraviha   | 27'44"       |

### Squadre (uomini senior)
| Pos. | Nazione                                                               | Punti |
| ---- | --------------------------------------------------------------------- | ----- |
|      | Portogallo Alfredo Brás Domingos Castro José Regalo Alberto Maravilha | 34    |
|      | Francia Mustapha Essaïd Bertrand Frechand Yann Millon Abdellah Béhar  | 46    |
|      | Spagna José Manuel García Julio Rey Isaac Viciosa Víctor López        | 56    |
| 4.   | Italia                                                                | 74    |
| 5.   | Danimarca                                                             | 114   |
| 6.   | Gran Bretagna                                                         | 117   |
| 7.   | Paesi Bassi                                                           | 150   |
| 8.   | Irlanda                                                               | 151   |

### Individuale (donne senior)
| Pos. | Atleta               | Tempo (m's") |
| ---- | -------------------- | ------------ |
|      | Joalsiae Llado       | 17'20"       |
|      | Elena Fidatov        | 17'33"       |
|      | Olivera Jevtić       | 17'37"       |
| 4.   | Annemari Sandell     | 17'39"       |
| 5.   | Mariana Chirila      | 18'10"       |
| 6.   | Helena Sampaio       | 18'14"       |
| 7.   | Yanna Belkacem       | 18'15"       |
| 8.   | Ana Isabel Alonso    | 18'15"       |
| 9.   | Sabrina Varrone      | 18'19"       |
| 10.  | Melanie Kraus        | 18'20"       |
| 11.  | Vicko MacPherson     | 18'27"       |
| 12.  | Gabrielle Vijverberg | 18'29"       |

### Squadre (donne senior)
| Pos. | Nazione                                                  | Punti |
| ---- | -------------------------------------------------------- | ----- |
|      | Francia Joalsiae Llado Yanna Belkacem Fatima Yvelain     | 21    |
|      | Romania Elena Fidatov Mariana Chirila Stela Olteanu      | 22    |
|      | Spagna Ana Isabel Alonso Julia Vaquero Jacqueline Martín | 46    |
| 4.   | Portogallo                                               | 48    |
| 5.   | Gran Bretagna                                            | 57    |
| 6.   | Italia                                                   | 57    |
| 7.   | Belgio                                                   | 78    |
| 8.   | Russia                                                   | 84    |

### Individuale (uomini junior)
| Pos. | Atleta              | Tempo (m's") |
| ---- | ------------------- | ------------ |
|      | Gert-Jan Liefers    | 15'45"       |
|      | Günther Weidlinger  | 15'50"       |
|      | Mustafa Mohamed     | 16'00"       |
| 4.   | Juan Carlos Higuero | 16'02"       |
| 5.   | Sam Haughian        | 16'10"       |
| 6.   | Juan Jose Lozano    | 16'19"       |

### Squadre (uomini junior)
| Pos. | Nazione       | Punti |
| ---- | ------------- | ----- |
|      | Spagna        | 19    |
|      | Portogallo    | 43    |
|      | Romania       | 48    |
| 4.   | Italia        | 55    |
| 5.   | Finlandia     | 66    |
| 6.   | Gran Bretagna | 77    |

### Individuale (donne junior)
| Pos. | Atleta              | Tempo (m's") |
| ---- | ------------------- | ------------ |
|      | Sonja Stolić        | 9'09"        |
|      | Monica Rosa         | 9'15"        |
|      | Judith Heise        | 9'16"        |
| 4.   | Larissa Kleinmann   | 9'19"        |
| 5.   | Catherine Lallemand | 9'21"        |
| 6.   | Sonja Roman         | 9'20"        |

### Squadre (donne junior)
| Pos. | Nazione       | Punti |
| ---- | ------------- | ----- |
|      | Germania      | 15    |
|      | Jugoslavia    | 33    |
|      | Gran Bretagna | 43    |
| 4.   | Spagna        | 49    |
| 5.   | Portogallo    | 53    |
| 6.   | Finlandia     | 59    |

## Medagliere
Legenda
     Paese ospitante
| Posizione | Paese         | Oro | Argento | Bronzo | Totale |
| --------- | ------------- | --- | ------- | ------ | ------ |
| 1         | Francia       | 2   | 1       | 0      | 3      |
| 2         | Portogallo    | 1   | 2       | 0      | 3      |
| 3         | Jugoslavia    | 1   | 1       | 1      | 3      |
| 4         | Spagna        | 1   | 0       | 2      | 3      |
| 5         | Germania      | 1   | 0       | 1      | 2      |
| 6         | Danimarca     | 1   | 0       | 0      | 1      |
| 6         | Paesi Bassi   | 1   | 0       | 0      | 1      |
| 8         | Romania       | 0   | 2       | 1      | 3      |
| 9         | Svezia        | 0   | 1       | 1      | 2      |
| 10        | Austria       | 0   | 1       | 0      | 1      |
| 11        | Gran Bretagna | 0   | 0       | 1      | 1      |
| 12        | Ucraina       | 0   | 0       | 1      | 1      |
| Totale    | Totale        | 8   | 8       | 8      | 24     |